# الن ویپل
اَلن ویپل (انگلیسی: Allen Whipple؛ ‏ ۲ سپتامبر ۱۸۸۱ – ۶ آوریل ۱۹۶۳) یک پزشک، و جراح اهل ایالات متحده آمریکا بود.
وی دانش آموختهٔ رشتهٔ پزشکی در دانشگاه پرینستون و کالج پزشکان و جراحان دانشگاه کلمبیا و از سال ۱۹۲۱ تا ۱۹۴۶ میلادی، استاد رشتهٔ جراحی در بیمارستان نیویورک-پرسبیترین بود. ویرجینیا آپگار که نمره آپگار را ابداع نمود، از شاگردان وی در همین مرکز درمانی بود.
ویپل تا مقطع دیپلم در ارومیه و دبیرستان فردوسی این شهر تحصیل کرده است.
شهرت وی به‌سبب جراحی‌های سرطان لوزالمعده (ابداع «پانکراتیکودئودنکتومی» مشهور به «جراحی ویپل») و همچنین علائم سه‌گانهٔ ویپل است.
اولین عمل جراحی در بیمارستان نمازی شیراز توسط آلن ویپل انجام گرفته است
او با آنکه نسبت خانوادگی با جرج ویپل نداشت، اما در تمامی طول عمر از دوستان صمیمی او بود.